# 第四潜水艇
第四潜水艇（だいよんせんすいてい）は、日本海軍の潜水艦。第一型潜水艦（ホランド型、ホーランド型）の4番艦。後に第四潜水艦と改名。

## 艦歴
1904年（明治37年）6月30日に契約を締結し、アメリカ合衆国のエレクトリック・ボート社で建造。分解して1904年11月20日、横須賀海軍工廠に納入。同年12月4日に起工。1905年（明治38年）5月27日進水。同年10月1日竣工。第四潜水艇と命名され、種別、水雷艇、潜水艇に類別。同年12月12日、潜水艇に種別、類別を変更。1916年（大正5年）8月4日、二等潜水艇。1919年（大正8年）4月1日、第四潜水艦に改称し、三等潜水艦に種別、類別を変更。1921年（大正10年）4月30日に除籍された。

## 歴代艦長
※艦長等は『日本海軍史』第9巻・第10巻の「将官履歴」に基づく。
艇長
- 福田一郎 大尉：1905年8月31日 - 9月28日

艦長
- 山崎重暉 大尉：1920年12月1日 - 12月25日
- 中邑元司 大尉：1920年12月25日 - 1921年4月1日
- （兼）大橋龍男 大尉：1921年4月1日 - 4月30日